# Pješaštvo
Pješaštvo se sastoji uglavnom od vojnika-pješaka. Dijeli se na razne rodove. U svrhu lakšeg upravljanja većim brojem pješaka, još u rimsko doba osnovane su postrojbe – jedinice. Dok su Rimljani imali kohorte i centurije, današnje vojske najčešće više-manje po uzoru na vojsku SAD-a imaju organizacijske jedinice kao što su desetine, bojne, satnije, pukovnije, brigade, korpuse, regimente, pa čak i armije. Sve te postrojbe razlikuju se po broju ljudi i količini manjih postrojba u njima. 
Osnovni segment i zapovjedni lanac u vojsci su činovi i funkcije. Svaka vojska ima različite nazive za svoje činove, koje vuku iz nekog povijesnog razdoblja ili po uzoru na moderne, vodeće vojske svijeta.

## Povijest i razvoj pješaštva
Kao organizirana vojna struktura pješaštvo se javlja već u prvim državama prije više tisuća godina i od tada njegova evolucija teče usporedno s razvojem ljudskog društva.

### Pješaštvo u Starom vijeku
Cijeli stari vijek može se smatrati razdobljem prevlasti pješaštva, od stvaranja prvih vojnih formacija do potpuno organizirane vojske Rimskog Carstva. U predetatističkom razdoblju razvoja društva, vojna organizacija uglavnom počiva na spontanom okupljanju ratnika, pod vodstvom plemenskog ili rodovskog vođe, u slučaju neposredne ratne opasnosti. Tehnološki stupanj razvoja društva omogućavao je samo izradu hladnog oružja za blisku borbu, a malobrojnim konjima koristili su se isključivo u poljoprivredne svrhe, pa je takvu vojnu organizaciju potpuno činilo pješaštvo. Evolucijom države razvijaju se i oružane snage, pa se iz spontane vojne organizacije prvobitnog društva, koja se stvarala u slučaju neposredne ratne opasnosti, izdvajaju naoružani odredi pod neposrednom nadzorom vladara, s isključivom zadaćom vođenja ratova. U tom razdoblju pješaštvo se organizira kao temeljni (još dugo vrijeme i jedini) rod vojske, a uvodi se i prva vojna formacija, odnosno taktika uporabe pješaštva - falanga. Falanga je zbijeni borbeni postroj u više vrsta vojnika, koji se prvi put spominje kod Sumerana, oko trećeg tisućljeća prije nove ere.
Usavršavanjem oružja i pojavom individualnog oklopa, dolazi do podjele pješaštva na lako i teško. Laki pješaci bili su uglavnom bez osobne zaštite i naoružani bacačkim oružjem (lukovi i strijele, praćke, koplja za bacanje), a u borbenom postroju nalazili su se ispred prvih redova falange. Njihova zadaća bila je izazivanje sukoba s protivničkom stranom i provociranje njegovog napada na monolitni, ali slabo pokretni postroj vlastite falange. Ako su dovoljno isprovocirali protivnika da krene u napad, lako pješaštvo se sklanjalo, a glavninu boja preuzimalo je teško pješaštvo, obično naoružano kopljima i mačevima, a zaštićeno oklopom i velikim štitovima. Osim taktičke, u pješaštvu tog vremena bila je izrazita i socijalna stratifikacija, jer su postrojbe lakog pješaštva popunjavane isključivo najsiromašnijim slojevima društva, dok su teško pješaštvo činili pripadnici srednjih i bolje stojećih društvenih klasa. Naoružanje i oklop svaki vojnik tog doba nabavljao je iz vlastitih sredstava, a kako su oni predstavljali priličan imetak, razumljivo da su si bolji oklop mogli priuštiti uglavnom bolje stojeći vojnici. Tek u rimskoj vojsci, nakon reformi Marija Gaja, vojnici se potpuno opremaju naoružanjem, oklopom i drugom opremom o trošku države, a osim toga stupaju u potpuno profesionalni odnos (dobivaju plaću i druge beneficije za vojnu službu).
Unatoč socijalnim razlikama, lako pješaštvo je bilo vrlo korisno vojskovođama tog doba, jer predstavlja svojevrsnu manevarsku snagu inače dosta statičnom i nefleksibilnom borbenom postroju glavnih snaga, pa npr. u sastavu rimskih legija tijekom Punskih ratova čini više od trećine postrojbe (od ukupno 4200 pješaka, 1200 bili su laki pješaci - veliti). Veliti su standardno naoružavani lakim kopljima za bacanje, a zaštićeni su kožnim kacigama i malim kožnim štitovima. Nakon Marijevih reformi lako pješaštvo potpuno nestaje, pa glavninu rimske legije čini samo teško pješaštvo. Međutim, u to vrijeme dolazi do potpunog preustroja legije na niže ustrojbene cjeline: kohorte, manipule i centurije, koje postaju osnovni element borbenog postroja. Boj se vodi u tzv. "falangi kohorti" što predstavlja vrhunac razvoja taktike falange, jer se stvaranjem kohorti falanga raščlanila na taktičke cjeline kojima se moglo manevrirati, sukladno uvjetima terena, a vojskovođa ih je mogao postavljati u jedan ili više stupnjeva po dubini, pokretati tijekom borbe, razmicati, zbijati, pojačavati krila ili centar i sl. U svakom slučaju, lako pješaštvo kao nosilac manevra više nije bilo potrebno. 
Osim pješaštva u starom vijeku postojalo je i konjaništvo kao samostalni rod vojske, međutim njegova uloga bila je sekundarnog značaja, prije svega zbog nedovoljno razvijene opreme za jahanje, pa je vojnik na konju bio prilično nestabilan i nije se mogla razviti puna brzina konja, zbog čega je i silina konjičkog udara bila relativno slaba. Osim toga, konji su bili relativno malobrojni i prilično skupi. U sukobu s pješaštvom konjanici su bili potpuno inferiorni, jer su zbog nestabilnosti lako obarani s konja, a zbog slabe ili nikakve zaštitne opreme i kratkog naoružanja kojim su bili naoružani kako im ne bi smetalo pri jahanju, nisu se mogli mjeriti s teškim pješaštvom. Konjaništvo se u bitkama uglavnom nalazilo na bokovima falangi ili je korišteno za izviđanje i prijenos poruka.
Usavršavanjem opreme za jahanje, pojavom sedla i uzengija konjanici dobivaju solidan oslonac u borbi, što im omogućava lakše nošenje i sigurniju uporabu oružja u borbi. Osim toga, nova oprema omogućava razvoj pune brzine konja, čime se povećava silina konjičkog udara. Razvija se i individualni oklop, ali postaje i sve teži pa ga mogu nositi samo konjanici. Sve to, zajedno s raspadom čvrstih formacija pješaštva pred raspad Zapadnog Rimskog Carstva, stvorilo je uvjete za razvoj konjaništva kao odlučujućeg roda vojske i početak razdoblja stagnacije pješaštva.

### Pješaštvo u Srednjem vijeku
Razdoblje stagnacije pješaštva proteže se kroz cijeli srednji vijek, u kojem teško oklopljeno konjaništvo dominira na bojištu. Naime, oprema pješaka (u prvom redu oklop i štit) nije mogla biti toliko teška kao oprema konjanika, pa zbog toga nije mogla niti jednako štititi vojnika. Osim toga, pješačke postrojbe imale su vrlo malu mogućnost pokreta, zbog čega je njihova manevarska sposobnost bila znatno slabija od teško oklopljenih konjanika, a samim time i snaga udara.
S druge strane, u srednjem vijeku javlja se i velika socijalna stratifikacija između konjice i pješaštva, jer su konj i oklop bili izuzetno skupi i imali su ih jedino pripadnici bogatih društvenih slojeva, u prvom redu feudalci. Pješaci su bili isključivo kmetovi, kasnije i najamnici, koje su opremali i naoružavali feudalci. Na taj način je formiran i odnos društva prema vojsci, pa su konjanici uživali znatno veći ugled od manje ili više podcijenjenog pješaštva. Pješaci se često nisu niti smatrali ratnicima, jer nisu imali svoju opremu, već su bile sluge svojim feudalnim gospodarima - konjanicima. U borbenim djelovanjima, pješaštvo je gotovo uvijek bilo u centru, dok su na krilima bili konjanici, čija uloga u borbi je bila presudna. Kada je sudar konjanika završio potiskivanjem jedne strane, pobjedničko konjaništvo je nastojalo izvršiti snažni dvostrani udar na pješaštvo u centru. Vojnički nedovoljno osposobljeni i uvježbani, te slabo naoružani pješaci u takvim okolnostima konjaništvu nisu mogli pružiti ikakav ozbiljniji otpor.
Unatoč takvim, u srednjem vijeku izuzetno raširenim, odnosima i stavovima prema pješaštvu, pojedini vladari i vojskovođe dobro su procjenjivali mogućnosti pješaštva i njegovu borbenu vrijednost, te su ih sukladno tome i učinkovito koristili. Jedan od takvih vladara bio je britanski kralj Edward III, koji se umjesto za oklopljene konjanike odlučio za pješake-strijelce naoružane tzv. "dugim lukom". Umješnom uporabom tih strijelaca Edward je u bitki kod Crecya 1346. godine potukao francuske konjanike, u prvoj kopnenoj bitki Stogodišnjeg rata. Iskustva iz te bitke iskoristio je i britanski kralj Henry V. u nastavku Stogodišnjeg rata, nanijevši Francuzima težak poraz u bitki kod Agincourta 1415. godine, opet uz presudnu ulogu strijelaca s "dugim lukom".
Nakon križarskih ratova, mijenja se odnos prema pješaštvu u Zapadnoj i Središnjoj Europi, koje više ne čine samo kmetovi i sluge feudalaca, već u prvom redu slobodni građani, koji za vojnu službu počinju dobivati plaću. Takve pješačke formacije stvaraju se u europskim gradovima, u cilju zaštite od pljačkaških pohoda feudalnih vojski, a u prvo vrijeme bile su milicijskog karaktera. Bili su to prvi znaci preporoda, ali ne i prekretnice u razvoju pješaštva, jer gradske milicije u većini slučajeva ipak nisu bile dorasle bolje izvježbanim i naoružanim feudalnim vojskama, pa su gradovi počeli u svoju službu uzimati najamnike. Taktika najamnika primarno je bila usmjerena na suprotstavljanje najopasnijem protivniku - oklopljenom konjaniku, zbog čega se razvija cijeli niz oružja za izbacivanje konjanika iz sedla ili obaranje konja zajedno s konjanikom, kao što su helebarda, partizana, glefa, šponton i sl. Napad konjice dočekuje su u zbijenom borbenom postroju s velikim brojem dugih kopalja postavljenih u prvi red, a ako se konjica i probila kroz tako čvrsti zid kopalja, napadali bi ih pješaci s helebardama glefama i sl. te nastojali oboriti s konja. U Burgundskim ratovima tijekom druge polovice XV. stoljeća švicarsko pješaštvo konačno preotima višestoljetnu prevlast oklopljenih konjanika na bojištu, te od tada Švicarci postaju najtraženiji najamnici u Europi. Po uzoru na njih formiraju se i druge najamničke postrojbe, u prvom redu njemački Landsknechti, koji ubrzo postaju najveći konkurenti Švicarcima. U organizaciji landsknechta prvi put se javljaju i nove ustrojbene cjeline - satnije (kompagnies) i pukovnije (regiments), ali prvenstveno u administrativnom značenju, a ne taktičkom.
S druge strane, najbolje uvježbano i organizirano pješaštvo u gotovo cijelom razdoblju stagnacije (koje je i najvažnija komponenta njihove stajaće vojske), imalo je Otomansko Carstvo. Iako je glavninu otomanske vojske činilo konjaništvo (prvenstveno spahije, te djelomično akindžije i delije kao lake pogranične postrojbe), pješaštvo je imalo izuzetno važnu ulogu, prije svega janjičari koji su kao elitne postrojbe mogli izdržati i udar konjice. Za razliku od janjičara, azapi su bili pješaštvo ustrojavano samo po potrebi, odnosno prilikom ratnih pohoda, od dragovoljaca koji za svoju vojnu službu nisu dobivali plaću, već su bili oslobođeni od svih poreza i davanja prema državi, a sudjelovali su i u podjeli ratnog plijena i pljački osvojenih područja. U ranoj povijesti Osmanlijskog Carstva odigrali su značajnu ulogu, međutim kasnije ih istiskuju janjičari, pa se uloga azapa svela na posadne snage vrlo diskutabilnog kvaliteta u pograničnim gradovima. No, unatoč različitim vrednovanjima pješaštva tijekom razdoblja stagnacije (odnosno kroz gotovo cijeli srednji vijek), njegov preporod počinje de facto tek pojavom i masovnijim korištenjem vatrenog oružja.

### Pojava vatrenog oružja
Vatreno oružje se u Europi javlja prilično rano, pa se u literaturi navodi pojava vatrenog oružja u Španjolskoj 1305., Češkoj 1310., Škotskoj 1318., Njemačkoj 1323. itd. Međutim prvi dokumentirani podaci o uporabi vatrenog oružja potječu iz 1364. tijekom bitke kod Perugie. Zbog zanatskog načina proizvodnje i niskog stupnja tehnološkog razdoblja tog vremena, vatreno oružje bilo je vrlo različito po obliku, materijalu iz kojeg je izrađivano, načinu obrade, sastavu baruta i sl. zbog čega je bilo vrlo nepouzdano, pa nerijetko i opasno za njegovog vlasnika. Osim toga, zbog vrlo složenog punjenja i načina opaljenja imalo je malu brzinu gađanja (npr. dok je jedno takvo oružje ispalilo projektil, strijelac naoružan lukom mogao je izbaciti 12 do 15 strijela, a samostrijelom 2 - 4 strijele). Isto tako, zbog velikog slobodnog prostora između cijevi i projektila, te nedovoljnog brtvljenja, projektil je imao malu početnu brzinu i samim time vrlo kratki učinkoviti domet (maksimalno do 50 metara, dok su lukovi i samostrijeli nosili i do 150 m). S obzirom na to da u to vrijeme još nisu bile konstruirane ciljničke sprave, točnost gađanja bila je isto tako izuzetno mala, pa vatreno oružje praktično do kraja XV. stoljeća nema veći utjecaj na tijek ratnih operacija, niti na organizaciju i taktiku postrojbi.
Ozbiljnu promjenu percepcije vatrenog oružja donose iskustva iz bitke kod Cerignole 1503. godine, u kojoj je španjolski vojskovođa Fernandes de Cordoba potpuno razbio francusku vojsku približno iste jačine kakva je bila i njegova, prvenstveno zbog korištenja vatrenog oružja. Prvi put u povijesti taktike, Fernandes je svrsishodno kombinirao stalnu fortifikaciju (rov s bedemom), koncentriranu vatru streljačkog i topničkog naoružanja i udar (protunapad), što je od tada postalo temeljnim sadržajem obrambene bitke. Francuzi su izgubili između 3.000 i 4.000 vojnika, dok su španjolski gubitci bili zanemarivi, međutim, ručno vatreno oružje prvi put je imalo presudan utjecaj na tijek bitke. Naravno, takvom uspjehu prethodio je i odgovarajući razvoj streljačkog naoružanja.
Iz krajnje nepouzdanih i nepreciznih "ručnih topova" (bolje rečeno jednostavnih cijevi zatvorenih na jednom kraju, koji se učvršćivao u zemlji) razvijene su ručne kulevrine, koje su postale preteča prvih pušaka arkebuza. Arkebuze su osmišljene nakon 1470. godine, kada je izrađen prvi kundak i jednostavni mehanizam pripale pomoću fitilja. Radilo se o glomaznim pretečama pušaka (mase oko 10 kg) koje su se sastojale samo od cijevi, kundaka i jednostavnog mehanizma za okidanje s fitiljem, a zbog svojih dimenzija i mase koristile su se primarno kao oružje tvrđavske obrane. Arkebuzu je početkom XVI. stoljeća zamijenila musketa - lakše i manje individualno oružje sa snažnijim punjenjem i većim dometom, koje je strijelac mogao nositi i koristiti izvan stalnih fortifikacija. Projektil ispaljen iz muskete mogao je probiti gotovo svaki oklop, što je predstavljalo vrlo ozbiljnu ugrozu teško oklopljenim konjanicima i ubrzo njihovu oklopnu zaštitu učinilo beskorisnom. 
S druge strane, zapazivši vrijednost vatrenog oružja, relativno brzo počeli su ga usvajati i konjanici, međutim u prvobitnom obliku bilo je to glomazno i nespretno oružje koje im je više smetalo nego koristilo. Zbog toga je za potrebe konjaništva razvijano vatreno oružje kraćih dimenzija i s malim kundakom, koje se pri gađanju oslanjalo na prsa tzv. petrinal. Kratki kundak petrinala pokazao se neučinkovitim, pa je ubrzo uklonjen i stvoreno je vatreno oružje kojim se gađalo iz ruke - pištolj. Pištolji su postali gotovo idealno oružje konjanika, ali uz njih razvijeno je i drugo oružje kraćih dimenzija, ali povećane preciznosti - musketoni i kasnije karabini. Drugim riječima, razvoj vatrenog oružja u dva osnovna smjera kakve poznajemo danas - tzv. "duge cijevi" i "kratke cijevi" usmjeren je potrebama dvaju prvobitnih rodova kopnene vojske - pješaštva i konjaništva.
Razvojem vatrenog naoružanja jača borbena vrijednost pješaštva i vraća se njegova dominantna uloga u oružanim snagama. U prvim godinama XVI. stoljeća dugo koplje zamjenjuje puška, iako su kopljanici (pikeniri) zadržani u pješaštvu gotovo do kraja tog stoljeća. S obzirom na to da muskete probijaju gotovo svaki oklop, on se u pješaštvu potpuno gubi, a borbeni postroj postaje sve širi i plići kako bi koncentrirana vatra strijelaca imala što veći učinak, te što je moguće veći broj strijelaca istovremeno gađao. To je utjecalo na razvoj velikog broja manjih taktičkih postrojbi, koje u borbi imaju veću ili manju samostalnost. Brojnost pješačkih postrojbi u većini oružanih snaga ubrzano raste i već početkom XVII. stoljeća brojnost pješaštva ponovo znatno nadmašuje konjaništvo. Krajem XVII. stoljeća pikeniri definitivno nestaju, a koplje se zamjenjuje puškom s bajunetom, koja postaje osnovno naoružanje pješaštva. Istovremeno, javljaju se i specijalizirane vrste pješaštva, koje koriste posebne taktike ili vrste naoružanja, pa se formiraju grenadiri naoružani prvim ručnim bombama koje su bacali na protivnika neposredno pred stupanje u blisku borbu. Krajem XVIII. stoljeća javljaju se i prve postrojbe obučene i uvježbane za iznenadna i zasjedna djelovanja.
Sredinom XVIII. stoljeća odnos pješaštva i konjaništva potpuno je izmijenjen u korist pješaštva i kreće se u odnosu od 3:1 u pruskoj, do 6:1 u francuskoj vojsci. Najveće pješačke postrojbe su brigade, koje krajem XVIII. stoljeća prerastaju u divizije i korpuse. Linijski borbeni postroj postao je dominantna taktika pješaštva, ali u to vrijeme već pokazuje krupne nedostatke, pa npr. u bitki kod Lexingtona tijekom Američkog rata za nezavisnost, ustanici iz raspršenog borbenog postroja i zasjeda vrlo preciznom paljbom razbijaju linijski postroj Britanaca i nanose im teške gubitke. Linijski postroj zamijenjen je streljačkim postrojem kojeg prvi put primjenjuje francuska revolucionarna vojska u borbama kod Briquenaya i na rijeci Aire 1792. godine, pri čemu je težište dano na udar bajunetom. Vremenom je izgrađivana i usavršavana nova taktika, kombinacijom streljačkog postroja, linije i kolona, dodatno usavršena tijekom niza borbi, bojeva i operacija u Napoleonovim ratovima.

### Pješaštvo u doba Napoleonovih ratova
U vojno-povijesnom smislu, možemo ih promatrati kao jedinstvenu cjelinu, zbog njihova presudnog utjecaja na organizaciju oružanih snaga, sveobuhvatni razvoj vojne vještine i globalno etabliranje vojne sile u strukturu društva. Jedna od najvažnijih odlika Napoleonovih ratova jest stvaranje masovnih oružanih snaga, te u skladu s time velikih i zahtjevnih vojnih formacija. To je zahtijevalo velike promjene u ustroju postrojbi, organizaciji sustava vođenja i zapovijedanja, sustava logističke potpore i sl. te radikalno izmijenilo način izvođenja borbenih djelovanja.
Kako bi se mogle stvoriti tako masovne oružane snage, uvodi se sustav mobilizacije i obveza služenja vojnog roka za vojno sposobno muško stanovništvo, pa se ustrojavaju odgovarajuća tijela državne administracije zadužena za provedbu novačenja i mobilizaciju. U postrojbama se organizira sustav vojne izobrazbe koju prolaze svi novaci, te poslije pričuvne postrojbe koje služe za popunu u slučaju rata i provode sustav uvježbavanja i kondicioniranja pričuvnika. Zbog zapovijedanja i vođenja tako velikih snaga, ustrojavaju se stožeri i linijski sustav zapovijedanja pretvara u linijsko-stožerni za sve postrojbe složenije od bojni. Sustav logističke potpore reorganizira se iz temelja, jer dotad gotovo da i nije postojao. S obzirom na to da velike postrojbe u ratu troše veliku količinu različitog materijala, postalo je previše rizično očekivati da bi se mogle u potpunosti opskrbljivati iz lokalnih izvora, prilikom zaposjedanja nekog prostora, a u opskrbi naoružanjem i streljivom to je bilo praktično nemoguće. Rješenje je bilo u ustrojavanju odgovarajućih tijela logistike i stvaranje sustava logističke potrebe eksploatacijom materijala iz pouzdanih izvora, odnosno iz matične zemlje.
Te promjene utjecale su i na ustroj oružanih snaga, pa divizije postaju stalne formacije, a kako su ratovi dobivali na zamahu, ustrojavani su korpusi i armije koji izvode borbena djelovanja na samostalnim smjerovima, ali u skladu s osnovnom zamisli i odlukom najvišeg zapovjedništva. Kordonska strategija (obrambena strategija većine europskih zemalja u XVII. i XVIII. stoljeću, koja se svodila na obranu teritorije izgradnjom sustava utvrda duž čitave pogranične crte u vidu lanaca - op. aut.) i linijska taktika odbačene su kao zastarjele i neučinkovite u suvremenim uvjetima ratovanja. Umjesto toga usvojeni su duboki borbeni postroji s pričuvom kao obveznim elementom i nositeljem manevarskih potencijala. Osnovni način borbenih djelovanja postao je napad koncentriranim snagama pješaštva i konjice, uz potporu topništva.
U takvim okolnostima pješaštvo definitivno postaje temeljni rod kopnenih snaga i glavni nosilac svih borbenih operacija. Tada je stvoreno i uvjerenje kako jedan prostor nije zauzet, ako ga nije zaposjelo pješaštvo. Istovremeno, nastavlja se diferencijacija samih pješačkih postrojbi, pa uz već postojeće linijsko pješaštvo i grenadire, jače se razvijaju i osamostaljuju razne pješačke postrojbe kao što su lovačke postrojbe, pojedine vrste teritorijalnih snaga, postrojbe milicijskog ustroja i sl. koje primjenjuju nekonvencionalnu taktiku borbenih djelovanja, zasjedne akcije, prepade u pozadinu protivnika itd. Kasnije će se iz takvih postrojbi razviti ono što se danas naziva "specijalnim snagama".
Otprilike u to vrijeme definira se i uloga mornaričkog pješaštva, odnosno postrojbi pješaštva ukrcanih na ratne brodove. Mornaričko pješaštvo prvi put se pojavilo krajem XVI. stoljeća kao dio brodske posade, koje je u odlučujućoj fazi borbe trebalo ojačati paljbeni učinak brodskog topništva, sudjelovati u abordažu (abordaž je način bliske pomorske borbe, u kojem se nakon nasilnog pristajanja uz protivnički brod posada prebacuje na njega i započinje blisku borbu s protivničkom posadom) i u slučaju potrebe voditi borbu na kopnu, uz priobalno područje. Tijekom Napoleonovih ratova, kada abordaž gubi primarni značaj, glavna zadaća pješaštva ukrcanih na brodove postaje mornarički desant, te zauzimanje i osiguranje pomorskih baza. Kod pojedinih velikih pomorskih sila (npr. Velike Britanije), mornaričko pješaštvo ustrojava se u ekspedicijske postrojbe velike operativne i taktičke pokretljivosti, stalno spremne za borbena djelovanja.
Napoleon ustrojava satnije voltižera, sastavljene od ljudi malog rasta, naoružane kratkim karabinom i lakom sabljom, koji su obučavani za skok na konja u kasu iza jahača. Na taj način konjanici bi ih prevozili do drugog borbenog položaja, gdje bi na sličan način sjahivali s konja i nastavljali borbu pješice. U ovom razdoblju jačaju postrojbe draguna, specifične vrste srednje konjice koji su se pojavili još u XVII. stoljeću i bili osposobljavani prvenstveno za borbu pješice (konji su im služili isključivo za brže prebacivanje s jednog na drugo mjesto). Draguni i dalje ostaju "pješaci na konju", ali se koriste ovisno o taktičkoj situaciji. Ako se radilo o snažnom i dobro organiziranom protivniku, draguni su sjahivali s konja i nastavljali borbu pješice (nerijetko u borbenom postroju čisto pješačkih postrojbi), međutim ako se radilo o iznenađenom, nedovoljno organiziranom i slabom protivniku, u borbu su uključivani kao konjaništvo. Zbog toga su najučinkovitije korišteni za progon razbijenih protivničkih snaga.
S druge strane i konjaništvo tijekom Napoleonovih ratova doživljava svoj najveći uspon, osobito nakon bitke kod Marenga gdje u velikoj mjeri doprinosi pobjedi iznenadnim jurišom na austrijsko pješaštvo. Od tada konjaništvo napada u velikim masama, bukvalno drobeći sve na svom putu, a zbog različitih zadaća i potreba dijeli se na laku, srednju (draguni) i tešku. Tijekom Napoleonovih ratova, konjaništvo postaje glavna manevarska komponenta oružanih snaga i ponovo najopasniji protivnik pješaštvu, koje mora pronaći odgovarajuću taktiku borbe protiv konjaništva. Jedan od odgovora bio je zbijeni borbeni postroj i koncentrirana vatra koja je konjaništvu nanosila velike gubitke, međutim presudnu ulogu odigrao je daljnji razvoj streljačkog naoružanja, odnosno konstrukcija obrtnog zatvarača i pojava puške na cjeloviti metak sustava Dreyse, čime je u velikoj mjeri povećana brzina gađanja.
U svakom slučaju, iz Napoleonovih ratova pješaštvo je izašlo povećanog značaja i utjecaja, a u usporedbi s konjaništvom bilo je veće i do 8 puta. Tijekom tog razdoblja pješaštvo je postalo najsposobniji rod vojske za blisku borbu, te zauzimanje i trajno držanje zaposjednutog prostora, a kombinacija snažne paljbe i manevra povećale su njezinu samostalnost u borbi.

### Pješaštvo u 19. stoljeću
Uvođenje u naoružanje pušaka s perkusijskim sustavom okidanja sredinom XIX. stoljeća omogućilo je brže i pouzdanije djelovanje streljačkog naoružanja, a uvođenjem užljebljenih cijevi otprilike jednu deceniju kasnije, pješaštvo je dobilo znatno točnije i preciznije puške, pa se gubi potreba neposrednog ojačavanja pješačkih postrojbi topništvom. Daljnjim usavršavanjem streljačkog naoružanja (konstrukcijom duguljastog zrna, smanjivanjem kalibra, povećanjem početne brzine zrna i sl.) domet oružja se povećava, kao i preciznost gađanja, pa značaj plotunske paljbe opada na račun pojedinačnog gađanja. Takav pristup uvjetovao je daljnje cijepanje bojni na samostalne postrojbe satnija, što je tijekom Napoleonovih ratova bila vrlo rijetka pojava i više izuzetak nego pravilo borbene uporabe pješaštva. Sredinom četrdesetih godina XIX. stoljeća satnija se već smatra osnovnom taktičkom postrojbom nepromjenjivog sastava.
Krajem XIX. stoljeća pješaštvo postaje glavni rod oružanih snaga, s preko 70% cjelokupnog sastava kopnene vojske. Istovremeno, u većini europskih oružanih snaga postaje jedinstveni rod i gubi se podjela na teško i lako pješaštvo, a tek u pojedinim zemljama zadržale su se pojedine vrste pješaštva (npr. u ruskim oružanim snagama ostale su streljačke postrojbe, popunjene posebno odabranim strijelcima kojima su davane posebne zadaće, a mogli su trošiti znatno više streljiva i za obuku i tijekom borbenih djelovanja, njihov pandan u njemačkim i austrijskim oružanim snagama bile su lovačke postrojbe, a u talijanskim bersaglieri). druge strane, uočena je nužnost specijalizacije pojedinih pješačkih postrojbi uvjetima zemljišta na kojem će pretežito izvoditi borbena djelovanja, pa se u pojedinim europskim zemljama postrojbe planinskog pješaštva (u Italiji alpinističke postrojbe, u Francuskoj tzv. alpski lovci, a u Austro-Ugarskoj planinski lovci) opremaju, obučavaju i prilagođavaju isključivo specifičnostima borbe na brdskom i planinskom zemljištu. Zapravo, prve specijalizirane planinske postrojbe ustrojavaju se krajem XVIII. stoljeća (do tada se smatralo kako je planinsko zemljište potpuno nepovoljno za bilo kakve ratne operacije) međutim, osim naziva njihova obuka, oprema i naoružanje ničim se nije razlikovala od ostalih pješačkih postrojbi. Planskom ustrojavanju i specijaliziranoj obuci planinskih postrojbi pristupili su prvo Francuzi 1881. godine nakon okupacije Tunisa i zbog potrebe kontrole svoje granice s Italijom. Uz klasičnu pješačku obuku, ove postrojbe uvode i alpinističku, a oprema im se prilagođava uvjetima ratovanja na visoko planinskom zemljištu, te se početkom XX. stoljeća pješačke postrojbe ojačavaju i specijaliziranim brdskim topništvom.
Revolucionarni izumi s kraja XIX. stoljeća - jedinstveni, metalni metak i bezdimni baruti (pojavili su se otprilike 20 godina nakon metalnog metka) omogućili su razvoj pušaka repetirki, čija era započinje konstrukcijom američke puške "Volcanic". Taj sustav je vrlo brzo usvojio i dodatno usavršio američki konstruktor Oliver Winchester u svojoj pušci "Henry" M 1860 kal. 11,17 mm iz koje je u kratkom razdoblju nastala vrlo poznata i raširena puška "Winchester" M 1873 kal. .44-40, koja je koristila streljivo sa središnjom kapislom. Unatoč izvrsnim taktičko-tehničkim osobinama te puške, američki vojni establishment je pokazao veliku sumnjičavost u njezinu borbenu vrijednost, zbog čega nikada nije prihvaćena kao vojno oružje, ali s druge strane, shvaćene su nesumnjive prednosti pušaka-repetirki u odnosu na dotadašnje jednometne vojničke puške. Sukladno tome, Winchester je započeo razvoj puške istog principa rada, ali sa snažnijim streljivom primjerenijim vojnoj uporabi. Produkt je bila izvrsna vojna puška "Winchester" M 1895. koju su kupile i ruske oružane snage (oko 300 000 primjeraka) za svoje pješaštvo. Istovremeno, većina europskih zemalja započela je s razvojem vlastitih pušaka-repetirki i njihovim uvođenjem u naoružanje pješaštva. U tom razdoblju nastale su neke od najpoznatijih i najkvalitetnijih vojničkih pušaka-repetirki, kao što su npr. njemačka "Mauser" M98 kal. 7,9 mm; britanska "Lee-Enfield" M95 kal. .303 British (koja je dodatno usavršena nakon Burskog rata); ruska "Mosin" 1891. i sl.
Uvođenjem pušaka-repetirki u naoružanje pješaštva povećala se brzina gađanja na 8-15 metaka u minuti, a njihovim tehnološkim usavršavanjem i povećanjem snage barutnog punjenja još više je smanjen kalibar oružja (na 7-9 mm), pa je strijelac mogao nositi veću količinu streljiva. Isto tako, zbog bolje kakvoće čelika za proizvodnju puščanih cijevi metak je mogao razvijati više pritiske tijekom opaljenja, s većom početnom brzinom zrna, pa se i krajnji učinkoviti domet povećao na oko 2000 m.
Krajem XIX. stoljeća taktika pješaštva postala je gotovo jednaka u svim europskim zemljama. U napadu glavni paljbeni položaj bio je oko 500 m ispred prednjeg kraja protivnika, a na juriš se kretalo 300-400 m od prvih položaja, dok je u obrani zaposjedan i utvrđivan teren koji je omogućavao gustu i učinkovitu vatru streljačkog naoružanja na 500 i više metara.

### Pješaštvo u Prvom svjetskom ratu
Države koje su prve ušle u rat raspolagale su početkom kolovoza 1914. jakim kopnenim snagama. U svim europskim vojskama pješačka divizija pred rat je imala oko 15-18 000 vojnika i bila sastavljena od dvije pješačke brigade ili četiri pukovnije.
Pripremajući rat, vlade i glavni stožeri velikih sila nisu ni približno mogli predvidjeti razmjere, trajanje i fizionomiju rata koji je uslijedio, uglavnom zbog toga što su vojne doktrine, ratni i početni operacijski planovi kao i materijalne pripreme rata utemeljene na starim shvaćanjima, da je protivnika moguće pobijediti i dobiti rat jednom odlučujućom ili u nekoliko obuhvatnih, uništavajućih bitaka. Međutim, ratna praksa je ubrzo pokazala da ono što je bilo moguće postići u vrijeme Napoleona i ratova druge polovine XIX. stoljeća (s vojskama od najviše nekoliko stotina tisuća vojnika, razvijenim na relativno malom prostoru), nije bilo moguće ostvariti milijunskim oružanim snagama, rastegnutim na širokim bojišnicama, jer odnos snaga zaraćenih strana i stupanj razvoja ratne tehnike nije davao mogućnost brzog opkoljavanja i uništavanja cjelokupnih protivničkih armija. 
Nastupanje pješaštva u gustom streljačkom postroju pokazalo se već u prvim danima rata krajnje neracionalnim, jer je branitelj jakom paljbom nanosio osjetne gubitke napadaču, koji gotovo u pravilu nije imao dovoljno topništva za učinkovitu neutralizaciju branitelja. Zbog toga je, nakon relativno kratkog manevarskog razdoblja rata, nastalo dugo, iscrpljujuće razdoblje rovovskog (pozicijskog) ratovanja. Pod pojmom "pozicijskog rata" podrazumijeva se način vođenja ratnih djelovanja koje odlikuju dugotrajne frontalne borbe, neprekidna, stabilizirana crta bojište strateških razmjera i dominacija defenzive. U takvom načinu ratovanja težište je na opsežnom i temeljitom fortifikacijskom uređenju obrambenih položaja, njihovu zaposjedanju jakim snagama i relativno statičnom rasporedu snaga i sredstava po bojišnici i dubini.
Pozicijski rat produkt je ravnoteže snaga protivničkih strana, te ravnoteže napada i obrane. Već u ljeto 1914. godine milijunske vojske zaraćenih država pokrile su gotovo sav slobodan operativni prostor, a kako im je pokretljivost bila mala, paljbena moć ujednačena, a gubici izuzetno veliki, došlo je do stabilizacije bojišta i prelaska na pozicijsko ratovanje. U taktičkom smislu, pozicijski rat produkt je jačanja kvalitete obrane u odnosu na napad. Masovnom primjenom strojnica, rovovskih oruđa, topništva i poljske fortifikacije, obrana je postala izuzetno jak vid borbe, a kako bi ju svladao, napadač je morao imati znatnu brojčanu i tehničku nadmoćnost i postrojbe boljeg borbenog morala. Sukladno tome, ustrojavaju se jurišne postrojbe, koje su trebale biti nositelji napada i izvršavati najsloženije zadaće. Prve takve bojne ustrojavaju Nijemci (preustrojem jedne lovačke i jedne pionirske bojne), a zatim Austro-Ugarska i Italija. Već u listopadu 1916. svaka armija ima po jednu jurišnu bojnu. Vojnici su bili naoružani lakšim i spretnijim oružjem od običnog linijskog pješaštva (obično su nosili karabin i pištolj, te određeni broj ručnih bombi), a oprema im je bila lakša i bolje raspoređena za nošenje, kako bi bili spretniji i pokretljiviji. Talijanske oružane snage svoje jurišne postrojbe opremaju i biciklima, kako bi bile još pokretljivije.
Novi način ratovanja zahtijevao je pronalaženje novih borbenih sredstava i razvoj taktike njihove optimalne primjene, a brz razvoj ratne tehnike snažno je utjecao na organizaciju, formaciju i opremu oružanih snaga. Osnovno oružje pješaštva i dalje je ostala puška repetirka, razvijena krajem XIX. stoljeća, kao što su npr. francuska "Lebel" Mle 86 kal. 8 mm ili čuvena njemačka puška "Mauzer" M-98 kal. 7,9 mm, međutim, statičnost rovovskog rata razvija novu streljačku taktiku i izdvaja novu vojničku specijalnost, snajperiste. Osim uvođenja snajperista u oružane snage, rovovski rat je razvio niz različitog naoružanja, adaptacija ili poboljšanja pojedinih sustava oružja kako bi se povećale borbene mogućnosti postrojbi u novim okolnostima. Mnoga od tih oružja odbačena su i prije nego što su uporabljena, neka je praksa eliminirala zbog nepraktičnosti ili nedovoljne učinkovitosti, ali neka su našla široku primjenu i svojim značajem praktično obilježila cijeli rat, kao što su ručne i puščane bombe, minobacači, bacači plamena i sl.

#### Novo naoružanje pješaštva
Iako je poznata još od XVI. stoljeća i masovno korištena u Rusko-japanskom ratu 1904. – 1905. godine, ručna bomba svoju punu važnost dobiva upravo u rovovima I. svjetskog rata, gdje se pokazala dragocjenim oružjem u bliskim borbama, pri čišćenju rovova, napadu na utvrđene objekte i bunkere, u gradskim borbama i sl. Za povećanje dometa bacanja ručnih bombi, izmišljene su razne pomoćne naprave i konstrukcije koje su više ili manje dobro funkcionirale, ali im je preciznost u pravilu bila vrlo diskutabilna. Kako bi se povećao domet ručnih bombi, konstruirana je tzv. "puščana" bomba (ili tromblonska mina kako se još naziva u vojnoj terminologiji), natkalibarni projektil koji se stavlja na posebni dodatak na cijev puške i izbacuje uporabom običnog ili specijalnog metka. Ovo oružje se prvo pojavilo u njemačkim oružanim snagama, a ubrzo su je kopirale i ostale zaraćene strane, ili su razvile vlastite puščane bombe. Pri gađanju, kundak puške naslanjao se na zemlju, a cijev je bila nagnuta pod kutom kojim se postizavao željeni domet. 
Poučeni iskustvom iz Rusko-japanskog rata, Nijemci su prvi shvatili nužnost razvoja topničkog naoružanja namijenjenog za borbu s protivničkim pješaštvom u dobro ukopanim rovovima, zbog čega je moralo gađati u gornjoj grupi kutova kako bi putanja projektila u padu bila što strmija, a ujedno je trebalo biti dovoljno lagano i pokretljivo za praćenje vlastitog pješaštva, što je dovelo do intenzivnog razvoja minobacača.
Osim minobacača, za rovovske uvjete ratovanja razvijeni su i bacači plamena, koji su prvi put masovno koristili Nijemci u bitki kod Verduna. Nakon velikog uspjeha kojeg su njemačke plamenobacačke postrojbe postigle, sve zaraćene strane uvode to oružje u svoje vojske. Prvi bacači plamena razvijeni su u dva osnovna modela: prijenosni (kapaciteta 16 l smjese, dometa 25-30 m i neprekidnog djelovanja do 25 sekundi) i stacionarni ili rovovski (kapaciteta 100 l smjese, dometa 35-40 m i neprekidnog djelovanja do 40 sekundi). Pritisak za izbacivanje smjese postizavao se komprimiranim ugljičnim dioksidom, a mlaz se palio buktinjom koju je pred usta cijevi prinosio drugi poslužilac. Zbog izuzetnog moralnog učinka, Nijemci su već 1915. godine ustrojili posebne plamenobacačke bojne u sastavu kemijskih postrojbi, koje su sudjelovale u gotovo svim većim bitkama na Zapadnom i Istočnom ratištu. Te bojne su se načelno pridodavale korpusima (rjeđe divizijama) na težištu borbenih djelovanja.
Zbog velikog učinka strojnica na bojištu, vrlo brzo se uočila važnost automatskog naoružanja, što je rezultiralo proizvodnjom automatskih topova, koji su korišteni kao lako topništvo za neposrednu podršku pješaštva, a kasnije i kao uspješno oružje za borbu sa zrakoplovima. Osim njih, na znatno povećanje paljbenih mogućnosti pješaštva utjecao je razvoj cijelog niza automatskog oružja, od automatskih pištolja i automata do poluautomatskih pušaka, puškostrojnica i drugog automatskog oružja koje će u masovno naoružanje većine oružanih snaga biti uvedeno uglavnom nakon rata.
Unatoč velikom razvoju naoružanja i sukladno tome uvođenju specijalizacija u pješaštvo (streljačka, snajperska, strojnička, minobacačka, plamenobacačka i dr.) što je dovelo do njezinih daljnjih podjela, uz dotadašnju podjelu po vrstama (linijsko ili poljsko pješaštvo, brdsko, planinsko, mornaričko, tvrđavsko ili posadno), glavnim nedostatkom pješaštva pokazala se slaba pokretljivost. Prebacivanje većih postrojbi postojećim transportnim sredstvima bilo je rijetko i nedovoljno, te su gotovo svi proračuni hodnje krupnih formacija i dalje temeljeni na prosječnoj brzini kretanja pješaka. Na ukupnu pokretljivost vrlo negativno se odražavala i relativno velika težina osobne opreme i naoružanja pješaka (prosječno oko 25 kg). Kako bi se ublažio taj problem, većina oružanih snaga povećava broj biciklističkih postrojbi u svom sastavu (vrsta pješaštva koje se prevozi biciklima, a bori pješice), ali se time nije postigla značajnija pokretljivost pješaštva u cijelosti. Problem ukupne pokretljivosti oružanih snaga počeo se rješavati tek u razdoblju nakon rata, povećanim uvođenjem motoriziranih i oklopnih postrojbi u strukturu kopnene vojske.

### Pješaštvo između dva svjetska rata
Između dva svjetska rata pješaštvo u gotovo svim oružanim snagama zadržava status najbrojnijeg i najvažnijeg roda kopnene vojske, a za njegov daljnji razvoj dominantna su bila iskustva iz I. svjetskog rata. Osim strojnica, koje su se pokazale jednim od najučinkovitijih streljačkih oružja, zbog čega im se naglo povećava brojnost, u pješačke postrojbe se masovno uvode puškostrojnice i kratke strojnice, pri čemu je odnos pojedinih zemalja (odnosno njihovog vojno-političkog establishmenta) prema kratkim strojnicama kao novoj vrsti streljačkog oružja, nakon I. svjetskog rata bio je vrlo različit. Do 1939. godine u većini europskih oružanih snaga broj strojnica povećan je za oko 3 puta, minobacača za 2 do 8 puta, a sve više se u pješačke postrojbe uvodi topništvo za neposrednu potporu. Snaga pješaštva više se nije određivala samo brojem pušaka, već ukupnim brojem i paljbenim mogućnostima cjelokupnog naoružanja postrojbe.
Tijekom I. svjetskog rata pješaštvo je definitivno izgubilo jednog opasnog protivnika - konjaništvo, ali istovremeno dobilo i drugog, znatno opasnijeg - tenkove. Kada su tijekom bitke na Somi, u osvit zore 15. rujna 1916. njemački vojnici prvi put ugledali kako se preko kratera od granata na "ničijoj zemlji" prve crte bojišnice prema njima valja britanski tenk, pobjegli su glavom bez obzira. Jednaki učinak postigao je masovni napad tenkova kod sela Fleurs, te kod Cambrai-a godinu dana kasnije. Razlog toj masovnoj panici nije bila samo pojava novog oružja, koje je bez sumnje predstavljalo potpuno iznenađenje kako za vojnike u rovu, tako i za njemačko vrhovno zapovjedništvo, već prvenstveno činjenica da nisu imali nikakvo sredstvo kojim su se mogli suprotstaviti tom oružju. Kompletno streljačko naoružanje pješaštva, protiv tenkova je bilo potpuno neučinkovito jer nije moglo probiti njihov oklop, a otvori na tenkovima kroz koje se moglo probiti puščano zrno bili su relativno mali, što je onemogućavalo njihovo pouzdano zaustavljanje i izbacivanje iz borbe. Bilo je nužno stvoriti oružje kojim se pješačke postrojbe mogu učinkovito suprotstaviti tenkovima, a napori konstruktora rezultirali su stvaranjem protutenkovske puške, s kojom je većina europskih pješačkih postrojbi ušla i u II. svjetski rat kao jedinim oružjem pješaštva za borbu s novim protivnikom.
Tijekom I. svjetskog rata u većinu oružanih snaga uvedena je nova grana - ratno zrakoplovstvo, koje je maksimalno dokazalo svoju vrijednost, dajući borbenim djelovanjima novu dimenziju (tzv. "vertikalni manevar"), ali istovremeno namećući im znatno veću dinamiku. Tijekom zračnih dvoboja, kako bi se pilotu pogođenog zrakoplova ili posadi balona i cepelina dala kakva-takva mogućnost spašavanja, počeli su se koristiti padobrani (u početku rata prilično rijetko zbog nedovoljne pouzdanosti padobrana, ali krajem sve češće), pa je od 1922. godine padobran uveden kao obvezni dio opreme posada borbenih zrakoplova u velikom broju oružanih snaga. Vrijednost padobrana za brzo prebacivanje pješaštva putem zrakoplova prvi je uočio zrakoplovni teoretičar i jedan od tvoraca doktrine zračnog ratovanja, američki general William Mitchell. On je krajem I. svjetskog rata predložio prebacivanje jedne pješačke divizije, osposobljene za padobranski skok, iza crte bojišnice u pozadinu njemačkih snaga kako bi koordinirano djelovale sa snagama koje napadaju na bojištu. Transport divizije trebalo je izvršiti oko 2000 bombardera, ali kako je rat ubrzo nakon tog prijedloga završen, do njegove realizacije nikada nije došlo. Međutim, ideja je naišla na "plodno tlo" kod državnog i vojnog čelništva SSSR-a, koje već 1930. godine poduzima niz mjera za ustrojavanjem padobranskih snaga, što je rezultiralo prvim zračno-desantnim postrojbama 1932. godine (prva padobranska bojna ustrojena je od 3 streljačke i jedne prateće satnije, a prvi zračni desant te bojne izveden je na velikim manevrima Crvene armije 1934. godine). Shvativši neosporne prednosti zračno-desantnih snaga u strategiji munjevitog rata, 1935. godine ustrojava ih i njemački vojni establishment. Time je stvorena nova vrsta pješaštva - zračno-desantno, namijenjeno za prijevoz zračnim putem i izvođenje borbenih djelovanja u dubokoj pozadini protivnika.
Poučeno iskustvima iz I. svjetskog rata, njemačko državno i vojno zapovjedništvo uočava značaj pokreta i udara kao rješavajućih elemenata ratne operacije, ali isto tako je svjesno najvećeg ograničenja klasičnog pješaštva - slabe pokretljivosti, zbog čega 30-tih godina prošlog stoljeća usvaja doktrinu "munjevitog rata" (Blitzkrieg). Zapravo, teorija o "munjevitom ratu" pojavila se u njemačkoj vojnoj misli već krajem XIX. stoljeća, a prvi ga je nagovijestio feldmaršal Schliffen (idejni tvorac njemačkog plana napada na Francusku u I. svjetskom ratu). Poslije I. svjetskog rata, teoriju "munjevitog rata" razrađuju Erich Ludendorff i Hans Seect, dok je u kontekstu te doktrine Heinz Guderian razradio uporabu oklopnih snaga. Osnovne karakteristike "munjevitog rata" su brzi i snažni udari, čiji nositelji su oklopno-mehanizirane postrojbe u bliskoj suradnji s ratnim zrakoplovstvom i uporaba velikog broja zračnih desanata različite jačine. Te postrojbe su nakon proboja protivničke obrane trebale izvršiti duboke prodore na njegov teritorij, sve do potpunog uništenja protivničkih oružanih snaga. Sukladno takvoj doktrini, razvijane su i njemačke oružane snage. Prioritet su dobile oklopne i mehanizirane postrojbe, te ratno zrakoplovstvo, a posebno mjesto dobivaju zračno-desantne postrojbe koje se intenzivno opremaju lakim naoružanjem, posebnom opremom i uvježbavaju za odgovarajuće zadaće. Kako bi pješaštvo moglo pratiti oklopne snage u brzom prodoru, sve više se postrojbe opremaju transportnim motornim vozilima, pa je njemačka pješačka divizija krajem 30-tih godina prošlog stoljeća u svom sastavu imala 394 laka automobila i 615 kamiona, 527 motocikala i 919 zaprežnih kola. Motorizirano pješaštvo, kojem je pridavana znatno veća važnost od klasičnog, imalo je zadaću brze eksploatacije prodora oklopnih snaga i držanja osvojenog terena do dolaska jačih snaga klasičnog, manje pokretljivog pješaštva.
S druge strane, ratne doktrine zemalja pobjednica u I. svjetskom ratu nisu pretile novu dimenziju razvoja oružanih snaga i samim time promijenjenu ulogu gotovo svih rodova, uključujući i pješaštvo. Npr. francuska ratna doktrina je, više nego u ijednoj drugoj europskoj zemlji, stvarana na temelju iskustava iz I. svjetskog rata. Francuski najviši vojni krugovi, uplašeni ogromnim gubicima iz tog rata, a u težnji očuvanja postojećih francuskih pozicija u Europi, usvojili su izrazito defenzivnu, statičku ratnu doktrinu u kojoj je čvrsta obrana bila dominantan vid oružane borbe. Pri tome su konzervativni francuski generali potpuno zanemarili tehnički napredak, koji je u velikoj mjeri izmijenio taktiku vođenja rata i tehniku uporabe pojedinih rodova vojske, a isto tako nisu uzimali za ozbiljno nova gledišta vojne teorije (osobito o "munjevitom ratu" koja su dolazila upravo od strane njihovog potencijalnog protivnika - Njemačke). U skladu s takvim stavovima, velike nade polagane su u stalnu fortifikaciju kao nosivog stupa čvrste obrane, pa su u nju uložena ogromna sredstva ("Maginotova linija"). Arhaično strukturirane postrojbe kopnene vojske bile su glomazne i slabo pokretne, s mnogo osoblja i logistike, ali bez snage za brze akcije i jake udare kakve je pripremala njemačka vojska. U takvoj konstelaciji snaga pješaštvo je zadržano kao glavni i temeljni rod kopnene vojske, jer se smatralo kako je jedino ona sposobna boriti se na svakom terenu i u svako vrijeme, a svi drugi rodovi bili su samo prateći rodovi pješaštvu. S obzirom na to da je u tako koncipiranoj ratnoj doktrini glavni oslonac pješaštvu za borbena djelovanja bila jaka inženjerijska fortifikacija, francuski vojni establishment nije smatrao za potrebnim opremati pješačke postrojbe većim brojem transportnih vozila. Koliko je takva doktrina bila pogrešna, moglo se naslutiti već u Španjolskom građanskom ratu 1936. – 1939. godine, koji je bio svojevrsna priprema Njemačke i Italije za II. svjetski rat, te poslužio kao poligon za ispitivanje najsuvremenijeg naoružanja kojim su raspolagali u prvom redu tenkova i borbenih zrakoplova. Uporaba oklopnih snaga pokazala se manje učinkovitom nego što se očekivalo, jer one nisu bile sposobne za potpuno samostalna borbena djelovanja, bez neposredne potpore pješaštva (tenkovi koji su bili odvojeni od pješačkih postrojbi postajali su lak plijen protuoklopnim oruđima). Do punog izražaja došla je vrijednost motoriziranog i mehaniziranog pješaštva, koje je uz oklopne snage postalo temeljni nositelj manevra i udara. S druge strane, u potpunosti je potvrđena vrijednost doktrine "Blitzkriega", koju su njemački generali dopunili i modificirali na iskustvima iz Španjolskog građanskog rata. Ipak, najveći kvalitativni skok i najvažniju razvojnu fazu pješaštvo je prošlo tijekom II. svjetskog rata.

### Pješaštvo u Drugom svjetskom ratu
Tijekom II. svjetskog rata pješaštvo je doživjelo svoj najveći razvoj, ustrojivši se na načelima koja su i danas aktualna, sa svim obilježjima suvremenog, glavnog roda kopnene vojske. Unatoč masovnoj uporabi oklopnih snaga, zrakoplovstva i topništva, pješaštvo je i u II. svjetskom ratu sačuvalo svoju ulogu osnovnog roda kopnene vojske, te je i dalje predstavljalo glavnu snagu svih napadnih i obrambenih aktivnosti. Međutim, tijekom rata doživjelo je izrazitu transformaciju zbog naglog usavršavanja pješačkog naoružanja, metodologije njegove uporabe i u skladu s time, promjene taktike uporabe postrojbi. Brojčano stanje postrojbi stalno se smanjivalo, a vatrena sposobnost povećavala, što je omogućavalo njihovu učinkovitost cijelo vrijeme rata i izvršavanje svih zadaća u suradnji s ostalim rodovima vojske. Jedino je pješaštvo moglo zadržati osvojeno područje (naravno, uz odgovarajuću potporu zrakoplovstva, topništva i oklopnih snaga), a na brdskom i planinskom zemljištu njegova važnost višestruko je bila uvećana i praktično je činila jedinim rodom vojske koji može izvoditi učinkovita borbena djelovanja u takvim okolnostima.
U II. svjetskom ratu masovno je rabljena najsuvremenija ratna tehnika, a osim do tada poznate ratne tehnike i naoružanja (koji su u ratu proizvođeni i rabljeni u golemim količinama), tijekom rata pojavila su se nova sredstva i projekti koji su uporabljeni s više ili manje uspjeha. Zahvaljujući razvoju tih sredstava znatno je porasla ubojna i udarna moć postrojbi, te manevarska sposobnost sve tri glavne grane oružanih snaga, što je utjecalo na njihovu intenzivniju integraciju radi postizanja općih ciljeva strateških razmjera. Rat je u cjelini bio dinamičan (tzv. manevarski rat), brzih pokreta velikih masa oružanih snaga, koje su izvodile borbena djelovanja po svakom vremenu i na svakom zemljištu.

#### Automatizacija pješaštva
Do početka rata glavno naoružanje pješačkih postrojbi u većini oružanih snaga činile su klasične puške repetirke razvijene u I. svjetskom ratu i strojnice, čiju su važnost osobito dobro procijenili njemački vojni stručnjaci, koji su ih tehnički usavršili u razmjerno lako, pouzdano i učinkovito naoružanje, pogodno za uporabu u taktici "Blitzkriega". Jedino su američke oružane snage shvatile prednost veće vatrene mogućnosti koju bi mogao imati svaki pripadnik pješaštva ako bi bio naoružan automatskim naoružanjem umjesto puškama repetirkama, pa su svoje postrojbe već u početku rata naoružavali poluautomatskim puškama tipa Garand M1. Ostale zaraćene strane, vatrenu moć svojih pješačkih postrojbi nastojale su povećati uvođenjem veće količine kratkih strojnica u njihovo naoružanje. Pri tome su i opet najdalje otišli Nijemci, koji su se našli pred problemom opremanja padobranskih postrojbi odgovarajućim oružjem, jer su puške i kratke strojnice s kundakom bili za njih krajnje nespretni i neprimjereni. Rješenje je bila kratka strojnica MP40 s preklopnim kundakom, koja se pokazala kao jeftino i pouzdano oružje razmjerno velike vatrene moći, a mogla se proizvoditi u velikim količinama.
Automatsko oružje se ubrzo pokazalo kao oružje budućnosti, pa se tijekom rata sve masovnije uvodilo u naoružanje svih zaraćenih strana. Shvativši prednost automatskog oružja, njemački konstruktori započeli su prije početka rata rad na poluautomatskim puškama, tako da je već 1941. godine stvorena poluautomatska puška "Walther" G 41, koja je u manjim količinama korištena na talijanskoj i sovjetskoj bojišnici, ali bez većeg uspjeha. Pri tome, pokazala je veliki broj nedostataka koji su otklonjeni tek poboljšanim modelom "Walther" G 43. Međutim, ta poluautomatska puška previše kasno je razvijena da bi masovnije bila uvedena u naoružanje njemačkog pješaštva i kao takva mogla imati značajniju ulogu u ratnim operacijama. Najveći broj tih pušaka opremljen je optičkim ciljnicima i korišten za snajperske zadaće. Potrebno je naglasiti kako je vrlo sličnu sudbinu imala sovjetska poluautomatska puška SVT ("samozarjadnaja vintovka Tokareva") konstruirana pred izbijanje rata, zbog čega je proizvedena u relativno ograničenim količinama i tijekom rata većim dijelom korištena kao naoružanje snajperista.
Nastojeći stvoriti automatsko oružje pješaka koje bi u sebi objedinjavalo vatrenu moć kratkih strojnica s probojnošću i preciznošću puške, Nijemci su konstruirali jurišnu pušku StG 44 koja je koristila skraćeni metak 7,9 mm, te zacrtala smjer u kojem će se kretati daljnji razvoj vojnih pušaka - potpuna automatizacija, smanjivanje dimenzija i težine puške i smanjivanje kalibra. Njemačku ideju je vrlo brzo shvatio sovjetski konstruktor Mihail Kalašnjikov i poslije rata usavršio u svojoj čuvenoj pušci AK-47, koja je na određeni način postala obrazac konstrukcije nove vojničke puške, sukladno suvremenoj taktici pješaštva ("Kalašnjikov" je najmasovnije proizvedena vojnička puška XX. stoljeća, a korištena je u gotovo svim sukobima nakon II. svjetskog rata, pokazavši se pouzdanim, jednostavnim i kvalitetnim oružjem).

#### Razvoj protuoklopnih sposobnosti
Jedan od većih problema pješačkih postrojbi gotovo svih oružanih snaga u II. svjetskom ratu bio je učinkovito vođenje protuoklopne borbe, jer su tenkovi i druga oklopna borbena vozila, u prvom redu bili namijenjeni za sukobe s protivničkim pješaštvom, za koje ono nije imalo odgovarajuće rješenje. Većina protutenkovskih pušaka kojima su pješačke postrojbe zaraćenih strana bile masovno naoružavane pred izbijanje rata, pokazale su se potpuno neučinkovitim protiv suvremenih tenkova, zbog čega je bilo nužno razviti oružje kojim se pješaštvo može učinkovito suprotstaviti tenkovima. Konkretni rezultati postignuti su tek razvojem bestrzajnog oružja, koje može nositi jedan vojnik i konstrukcijom projektila s kumulativnim djelovanjem.
Prva bestrzajna oružja razvili su Nijemci za potrebe svojih zračno-desantnih snaga, jer se jednom od njihovih najvećih slabosti pokazala nedovoljna topnička potpora nakon desantiranja. Kako su klasična topnička oruđa po pravilu bila prilično teška i glomazna, te samim time nepogodna za zračno desantiranje (osobito ako se moralo spuštati padobranom) i brzo prebacivanje s jednog na drugi paljbeni položaj isključivo na rukama padobranaca, bilo je potrebno stvoriti oružje koje bi bilo znatno lakše, manjih dimenzija, ali približno jednake vatrene moći kao i standardno topničko oružje. Rješenje je bilo u konstrukciji naoružanja na principu akcije i reakcije, odnosno izjednačenju potiska prilikom opaljenja granate na obje strane otvorene cijevi. S obzirom na to da u takvim okolnostima ne dolazi do trzanja cijevi unazad, potpuno su nepotrebni sustavi amortizacije i snažniji lafeti, koji i čine najmasovniji dio svakog oružja. Produkt je bio bestrzajni top "Leicht Geschütz" LG 40 kal. 105 mm koji se mogao rasklopljen desantirati padobranima, a pokazao se dragocjenom potporom njemačkim padobrancima tijekom većih zračno-desantnih operacija na početku rata. Taj top je koristio isključivo trenutno-fugasnu granatu, jer u to vrijeme još nisu razvijeni projektili s kumulativnim punjenjem, pa se nije mogao koristiti i za protuoklopne zadaće.
Među prvim učinkovitim protuoklopnim oružjima pješaštva s kumulativnim djelovanjem bio je britanski PIAT (Projector Infantry Anti-Tank), koji nije bio bestrzajno oruđe u klasičnom smislu, već je projektil ispaljivan pomoću posebnog punjenja (slično kasnijim tromblonima), dok su Amerikanci razvili poznati ručni raketni bacač 60 mm M-1 "Bazooka" i koristili ga gotovo cijelo vrijeme rata. Osim za borbu s oklopnim vozilima, "Bazooka" se pokazao izvrsnim kao oružje neposredne potpore pri napadima na protivničke bunkere i utvrđene otporne točke, pa je tijekom rata doživio nekoliko modifikacija, uglavnom na povećanju probojnosti i dometa. Nijemci su po uzoru na "bazooku" razvili "Panzerschrek", a pred kraj rata počeli su proizvoditi bestrzajna protuoklopna oružja "Panzerfaust" u različitim inačicama, a s obzirom na njihovu jeftinu proizvodnju i jednostavnu uporabu, izrađivani su u ogromnim serijama (npr. samo od studenog 1944. do siječnja 1945. proizvedeno ih je oko 3.450.000). To je bilo i prvo oružje za jednokratnu uporabu, koje se nakon ispaljenja projektila odbacivalo.
Tijekom rata ustrojava se i sustav protuoklopne borbe po pojasevima, pri čemu glavni nositelj bliske protuoklopne borbe postaju upravo pješačke bojne sa svojim ustrojbenim ili pridodanim protutenkovskim oružjima. Sredinom rata, na razini bojni počinju se formirati protutenkovske skupine kako bi učinkovitost protuoklopnih sredstava bila veća. Te skupine su načelno posjedale svoje paljbene položaje na težištu borbenih djelovanja, ili na tenkoprohodnim smjerovima (ako se radilo o kanaliziranom terenu).

#### Razvoj protuzrakoplovnih sposobnosti
Zrakoplovstvo je u II. svjetskom ratu postalo čimbenik strateškog značaja, jer je masovna uporaba zrakoplova u operacijama na kopnu i moru, dala tim operacijama kvalitativno novo obilježje. Njihov karakter, način izvođenja, zamah i tempo, postali su u najvećoj mjeri ovisni o djelovanju zrakoplovstva, a kao neophodan segment gotovo svake operacije, zrakoplovna podrška dobila je jasno opredijeljen sadržaj, opseg i strukturu. Sukladno tome, razvijana je i odgovarajuća protuzračna obrana, koja je postala važni element borbenih operacija.
S druge strane, pješaštvo kao rod vojske pokazalo se najmanje osjetljivim na napade iz zraka, jer je moglo vrlo učinkovito primijeniti odgovarajuće mjere prikrivanja i time smanjiti broj rentabilnih ciljeva za borbene zrakoplove. Zbog toga se niže pješačke postrojbe tijekom rata u pravilu nisu opremale namjenskim protuzrakoplovnim naoružanjem, već su koristile mogućnosti vlastitog naoružanja, u prvom redu strojnica. Pojedine vrste strojnica imale su postolja koja su omogućavala uporabu tog naoružanja i za protuzrakoplovnu obranu (bolje rečeno, omogućavala su učinkovitije gađanje ciljeva u zraku), što se pokazalo dovoljnim za protuzračnu borbu na razini nižih taktičkih postrojbi.

#### Specijalne snage i operacije
Cijelo vrijeme II. svjetskog rata vođeni su razni oblici nekonvencionalnih borbenih djelovanja, za što su korištene odgovarajuće snage koje su prošle specijalnu obuku i uvježbavanje. Kako se radilo o posebno odabranim ljudima, specijalno treniranim i vrhunski uvježbanim, njihove akcije su uglavnom pokazivale spektakularne rezultate, što je bilo dovoljno da se o njima proširi egenda podgrijavana moćnim promidžbenim sustavima (npr. jedna od promidžbeno posebno eksploatiranih akcija specijalnih snaga bilo je oslobađanje Benita Mussolinija iz zarobljeništva na planini Grand Sasso, izvedeno zračnim desantom putem jedrilica, brzo, drsko i učinkovito). Pripadnici tih postrojbi koristili su i posebna sredstva koja su uglavnom činile različite vrste eksploziva i posebno konstruirana ili adaptirana oružja.
Prve takve postrojbe ustrojavaju njemačke oružane snage 1939. godine pod nazivom bojna "Brandenburg" koja je bila podređena obavještajnoj službi ("Abwehr"), a već sljedeće godine formiraju se prve satnije komandosa u britanskoj vojsci. Po uzoru na britanske komandose, američka vojska ustrojava 6 bojni svojih "Rangera" 1942. godine. Razvojem nekonvencionalnih operacija, snage koje su ih izvodile imale su sve manje dodirnih točaka s pješaštvom u uobičajenom poimanju, tako da su do kraja rata postale potpuno samostalni dio oružanih snaga, ustrojbeno različito riješen u različitim vojskama, ali organizacijski definitivno odvojen od pješaštva.

### Razvoj pješaštva nakon II. svjetskog rata
Iz II. svjetskog rata pješaštvo je izašlo kao temeljni rod kopnene vojske namijenjen za izvođenje svih oblika suvremenih ratnih operacija u sudjelovanju s ostalim rodovima ili samostalno, te osposobljeno za učinkovito vođenje protuoklopne i protudesantne borbe. Njegove manevarske sposobnosti značajno su povećane uvođenjem velikog broja oklopnih i drugih transportnih vozila za prijevoz pješaštva, a dodatnu manevarsku komponentu činile su zračno-desantne snage, koje su u svim većim oružanim snagama postale vrlo brojne. Trojni ustroj pješačkih postrojbi zadržan je u gotovo svim suvremenim vojskama, pri čemu je u većoj mjeri smanjen broj običnih strijelaca na račun drugih specijalnosti (strojničara, snajperista, automatičara, protuoklopne i minobacačke specijalnosti i sl.). Već od razine pukovnije, postrojbe postaju složeni organizam sastavljen od velikog broja različitih specijalnosti, pa i postrojbi drugih rodova i službi, što im omogućava više ili manje samostalno izvođenje složenih borbenih operacija u različitim uvjetima i okolnostima.
Daljnji razvoj pješaštva nakon II. svjetskog rata, može se generalizirano podijeliti na 5 faza i to:
- razdoblje od kraja rata do početka 50-tih godina XX. stoljeća - tijekom kojeg su doktrinarna rješenja uporabe pješaštva i njezinih organizacijsko-ustrojbenih rješenja bila utemeljena na iskustvima iz II. svjetskog rata;
- razdoblje od početka 50-tih, do kraja 60-tih godina prošlog stoljeća - tijekom kojeg se organizacija, opremljenost i taktika pješaštva ubrzano prilagođavaju uvjetima nuklearnog rata;
- razdoblje od početka 70-tih do završetka "hladnog rata" - tijekom kojeg se pješaštvo osposobljava ne isključivo za djelovanje u uvjetima nuklearnog rata, već prvenstveno za konvencionalno ratovanje u lokalnim sukobima;
- razdoblje od završetka "hladnog rata" do terorističke operacije u SAD-u u rujnu 2001. - tijekom kojeg se pješaštvo prvenstveno osposobljava i oprema za vođenje suvremenih C4I operacija, u raznim vrstama operacija, pri čemu se težište daje na operacije očuvanja mira i operacije nametanja mira i
- razdoblje od 2001. do danas - tijekom kojeg se nastoje riješiti doktrinarna načela i taktika uporabe pješaštva u okolnostima globalne borbe s međunarodnim terorizmom

U prvom razdoblju pješaštvo je u oružanim snagama svih većih i razvijenijih zemalja ostalo najvažniji rod kopnene vojske i osnovni nositelj borbenih djelovanja. Njezina struktura, načela uporabe i osnovne značajke ostali su uglavnom isti kao i u II. svjetskom ratu, ali se nastavlja povećanje njezine vatrena moći uvođenjem sve više automatskog streljačkog naoružanja i pokretljivosti, daljnjom motorizacijom i povećanjem broja oklopnih borbenih vozila (npr. u pješačkim divizijama SAD-a broj tenkova povećan je na 80, a u pješačkim pukovnijama u stalni sastav uvedene su tenkovske satnije). U niže taktičke postrojbe uvodi se teško pješačko naoružanje (minobacači, raketni bacači i bestrzajni topovi) čime one dobivaju novu dimenziju paljbene moći i nove mogućnosti protuoklopne borbe.
Minobacači su, zahvaljujući usavršavanju njihovih taktičko-tehničkih karakteristika, poprimili veće kalibre (npr. tijekom II. svjetskog rata minobacači kalibra do 60 mm činili su najčešće paljbenu skupinu za potporu satnije, a minobacači kalibra 80 - 100 mm paljbenu skupinu na razini bojne, nakon rata u većini oružanih snaga su kal. 80 - 90 mm spušteni na razinu satnije, dok su standardno oružje potpore bojne postali minobacači kalibra 120 mm). Manji kalibri minobacača (60 mm i manji) postali su dio standardnog naoružanja specijalnih i padobranskih postrojbi.
Daleko veće mogućnosti pješaštvo je dobilo za protuoklopnu borbu uvođenjem poboljšanih bestrzajnih prijenosnih oruđa i bestrzajnih topova. Na temelju vrlo pozitivnih iskustava s primjenom "bazooke", američka vojna industrija je još tijekom II. svjetskog rata razvila bestrzajni top M-18 kal. 57 mm i M-20 kal. 75 mm koji su u naoružanje uvedeni tek krajem rata, pa nisu imali većeg značaja tijekom završnih operacija II. svjetskog rata. Top M-20 koristio je isti tronožac kao i strojnica "Browning" M 1917 i bio je dosta nespretniji za rukovanje od "bazooke", međutim njegova probojna moć i krajnji domet od 6400 m činili su ga respektabilnim povećanjem protuoklopnih mogućnosti nižih pješačkih postrojbi (konkretnije, pješačkih bojni). Ubrzo su razvijeni novi tipovi bestrzajnih topova, većih kalibara i povećanog dometa, koji su u borbi formirali protuoklopnu skupinu bojne i obično zauzimali položaj na težištu borbenih djelovanja.
Individualno naoružanje vojnika-strijelca također je doživjelo veće promjene, sukladno smjeru razvoja vojničkih pušaka kojeg je zacrtala njemačka jurišna puška StG 44 krajem II. svjetskog rata - potpuna automatizacija, smanjivanje dimenzija i težine puške i smanjivanje kalibra. Naime, još u II. svjetskom ratu nositelj udarne moći postale su oklopno-mehanizirane snage, što je opredijelilo zadaće i novu doktrinarnu uporabu pješaštva. Razdaljine na kojima je korišteno streljačko naoružanje znatno su smanjene, ali se povećala potreba veće vatrene moći i paljbenih mogućnosti pojedinca, pa je automatski režim vatre postao temeljni zahtjev za individualno naoružanje vojnika. Na tako kratkim udaljenostima izgubila se potreba snažnog metka, pa su dotadašnji jaki vojnički kalibri (kakvi su bili npr. njemački 7,9x57 mm, sovjetski 7,62x54 mm, te pogotovo američki 30-06) postali nepotrebni i zamijenjeni su lakšim streljivom (npr. sovjetski metak 7,62x39 mm i djelomično zapadni 7,62 mm NATO), čije su balističke osobine i ubojna moć na malim udaljenostima bile potpuno zadovoljavajuće, a vojnik je mogao ponijeti više streljiva u svom borbenom kompletu.
Ovo razdoblje razvoja pješaštva svoju kulminaciju dostiglo je Korejskim ratom 1950. – 1953. godine. Slično većini drugih ratova i korejski je korišten kao svojevrsni poligon za ispitivanje novog naoružanja i taktike njegove uporabe. U prvo vrijeme, sukob sjevernokorejskih i južnokorejskih snaga vođen je naoružanjem koje je u najvećoj mjeri bilo razvijeno i proizvedeno tijekom II. svjetskog rata i nalazilo se na zalihama velikih sila u ogromnim količinama. Uključivanjem kineskih snaga u sukob kopnene operacije dobile su novu dimenziju u kojoj se osobito iskazala potreba naoružanja svakog strijelca kvalitetnim automatskim oružjem, jer su Kinezi primijenili taktiku "juriša ljudskih valova" (kako je izrazito nadmoćno savezničko zrakoplovstvo Kinezima onemogućilo masovnije korištenje tenkova i topništva, osnovne borbene zadaće rješavali su pješaštvom - masom žive sile). Juriši pješačkih masa, unatoč stravičnim gubicima, uglavnom su rezultirali uspjehom, jer branitelji nisu mogli svojom paljbom stvoriti dovoljno jaki zid čelika i olova, koji bi zadržao zid mesa u nadiranju na njihove položaje (događalo se da je obrana bila jednostavno preplavljena masom kineskih pješaka, koju niti žestoka paljba automatskog oružja nije uspjela zaustaviti). Kako bi na neki način ipak smanjili gubitke, Kinezi su napadali uglavnom noću, a danju se ukopavali i prikrivali, u čemu su bili osobito vješti, što je rezultiralo istraživanjima na povećanim mogućnostima borbenog djelovanja noću i u uvjetima slabije vidljivosti, te razvojem cijelog niza noćnih ciljnika i druge opreme za promatranje i kretanje noću.

## Osnovne vrste pješaštva
Strijelci: Oružje ovih pješaka su jurišna puška, automatska puška, poluautomatska puška, sačmarica, automatske puške za bliske ili ulične borbe. Oni su okosnica pješaštva i ima ih u najvećem broju u svakoj vojsci zbog svoje mobilnosti, sposobnosti za blisku borbu. Oni su prvi uvijek, bilo u jurišu, bilo u zauzimanju bunkera, zgrada, i drugih pozicija koje daju geografsku nadmoć nad neprijateljem.
Puškostrojničari: Ova vrsta pješaka poslužuju oružja kao što su laka i teška strojnica, puškostrojnica, oružja koja imaju jaku vatrenu moć, domet i veliku brzinu ispaljivanja zrna. Slaba točka im je manja mobilnost od strijelaca, zbog svog oružja koje je znatno teže, poslužuju ga dva strojničara, te im je potrebno duže vremena da montiraju oružje i postignu paljbenu spremnost i djelovanje. 
Snajperisti: Ova posebna vrsta pješaštva ne sudjeluje izravno u sukobu kao prva dva, već kamufliran, sakriven od otvorenog sukoba, uz malo truda i nevidljiv za neprijatelja, iz sigurne, daleke udaljenosti djeluje po mekim neprijateljskim ciljevima (pješacima) s visokom preciznošću uz pomoć optike na pušci predviđenoj za tu namjenu, koja može biti čak i poluautomatska i automatska. Zavisi za koju je daljinu namijenjena.
Protuoklopno pješaštvo: "PO" pješaci su namijenjeni za djelovanje protiv raznih oklopnih samovoznih neprijateljskih vozila, tenkova, borbenih vozila pješaštva, samovoznih haubica, protuzračnih vozila pa čak i bunkera, manjih građevina sl. 
Oružje ovih pješaka su najčešće ručni bacači raketa ili granata i raznim drugim protuoklopnim pješačkim oružjima.
Protuzračno pješaštvo: Protuzračno pješaštvo je obično stacionirano u sklopu PZO baterija, kao podrška vatrenoj moći protuzračnih topova i statičnih PZ raketnih lansera ili je raspršeno na širem području u okviru očekivanih nadlijetanja neprijateljskih letjelica u svrhu oštećivanja / obaranja / uništavanja istih. Naoružanje ove vrste pješaštva sastoji se od lakih i prenosivih protuzračnih lansera raketa s toplinskim, infracrvenim ili drugim sustavom navođenja raketa.
Pješaštvo u borbenom djelovanju na zemaljske ciljeve obično se sastoji od kombinacije više vrsta pješaka, radi efikasnijeg djelovanja na razne ciljeve. Npr. kombinacija: 1 strojnica s poslužiteljima, 3-4 strijelca, 1 snajperist, te po potrebi PO pješaci, čine jednu borbenu grupu.
Svaka manja postrojba pješaštva sastoji se od više vrsta pješaka.
Veće postrojbe sastoje se od više rodova kopnene vojske. 
Npr. Neka brigada se sastoji od nekoliko satnija pješaštva, nekoliko protuoklopnih i protuzračnih bojni, bojne veze (komunikacije), itd.

## Posebne postrojbe pješaštva
Neke postrojbe pješaštva su specijalizirane za razne namjene npr. za izviđanje neprijateljskog teritorija, protuterorističko djelovanje, obavještajno djelovanje, protuminsko djelovanje, izvođenje amfibijskog napada, posebne jedinice za izvlačenje/spašavanje civila, opreme, jedinice za izvođenje diverzije, atentata, dekontaminacije i raznih drugih.
Primjeri posebnih vrsta pješaštva:
- 75. rendžerska pukovnija
- Legija stranaca

## Vanjske poveznice

### Sestrinski projekti
|  | Zajednički poslužitelj ima stranicu o temi pješaštvo |
|  | Wječnik ima rječničku natuknicu pješaštvo            |

### Mrežna sjedišta
- pješaštvo Hrvatska enciklopedija. LZMK
- LZMK / Proleksis enciklopedija: pješaštvo
- Hrvatski vojnik.hr – Marinko Ogorec: »Pješaštvo u XXI. stoljeću«  Arhivirana inačica izvorne stranice od 17. listopada 2012. (Wayback Machine)